# Bauprozess
Bauprozess kann zwei verschiedene Aussagen bezeichnen: Zunächst kann Bauprozess projektbezogen verwendet werden. In diesem Fall ist das gesamte Verfahren zur Herstellung eines Bauwerks, von der Bauplanung über die Bauausführung bis zur Baunutzungsphase gemeint. Andernfalls wird er rechtlich verwendet und bezeichnet ein Gerichtsverfahren in (privaten) Baurechtssachen.

## Projektbezogen
Der Bauprozess umfasst den Entwurf, die Genehmigungsplanung, Baugenehmigung, Ausschreibung, Ausführungsplanung, Bauleitung bis zur Abrechnung. Der Architekt leitet traditionellerweise den Bauprozess. Da Bauplanung und Bauausführung getrennt hintereinander vollzogen werden, fokussiert sich die gesamtheitliche Betrachtung des Bauprozesses auf die grundlegende Planung, deren Ausführung und dadurch eventuelle Veränderung der Planung.
Die Planung beeinflusst durch die Ausschreibung die Abrechnung der erbrachten Bauleistung, da diese anhand der grundlegenden Leistungsverzeichnisse verrechnet wird. Bestellungsänderungen des Bauherrn sind möglich, soweit genehmigt, und werden in der Abrechnung berücksichtigt, unverschuldeter Mehraufwand des Unternehmers, falls von der Bauleitung beglaubigt, ebenso.
Zur Finanzierung des Bauprozesses dient in der Regel ein Baukredit. Dieser wird vor der Baunutzungsphase konsolidiert. Der Architekt leitet allfällige Garantiearbeiten.

## Rechtlich
Hauptsächlich Gerichtsverfahren des privaten Baurechts werden als Bauprozesse bezeichnet. Bauprozesse zeichnen sich meist durch eine Verbindung von rechtlichen, technischen und tatsächlichen Streitpunkten aus. Sachverständigen-Gutachten spielen daher meist eine wichtige Rolle. Die Verfahrensdauer ist bei Bauprozessen oftmals überdurchschnittlich lange. Als Alternative zur staatlichen Gerichtsbarkeit sind im Bausektor Schiedsgerichte besonders weit verbreitet.